# Jänissaari (ö i Finland, Södra Savolax, Nyslott, lat 61,61, long 28,54)
Jänissaari är en ö i Finland. Den ligger i sjön Pihlajavesi och i kommunen Sulkava i den ekonomiska regionen  Nyslotts ekonomiska region  och landskapet Södra Savolax, i den södra delen av landet, 250 km nordost om huvudstaden Helsingfors. Öns area är 9,6 hektar och dess största längd är 0,6 kilometer i sydöst-nordvästlig riktning.